# Stowarzyszenie Chrześcijańskiej Nauki
Christian Science (Stowarzyszenie Chrześcijańskiej Nauki, Chrześcijaństwo naukowe) – wyznanie religijne założone w Stanach Zjednoczonych w 1879 roku przez Mary Baker Eddy.
W 1866 roku, według relacji założycielki ruchu, gdy była w krytycznym stanie po wypadku, doznała objawienia i została cudownie uzdrowiona po przeczytaniu w Biblii o jednym z przypadków uleczenia przez Jezusa.
Mimo mogącej wprowadzać w błąd nazwy związku, doktryna nie pokrywa się z podstawowymi naukami chrześcijaństwa, nie może być więc zaklasyfikowana do wyznań chrześcijańskich. Charakteryzuje się negacją realności świata fizycznego. Postrzega Boga na sposób panteistyczny. Głównym aspektem nauczania jest uzdrowienie fizyczne (chrześcijaństwo kładzie nacisk najpierw na zbawienie ducha, później ciała).
Wyznawcy wierzą, że choroby somatyczne zasadniczo mają charakter duchowy. Nie uznają żadnych lekarstw; wierzą, że Bóg może wyleczyć choroby dzięki ich modlitwie.
Według statystyk śmiertelność wśród wyznawców jest wyższa niż przeciętna. Wiele kontrowersji wzbudza też unikanie kontaktów z medycyną w przypadku problemów zdrowotnych dzieci.
Liczebność wyznawców tej religii wynosi około 400 tys. (inne źródła mówią o 100 tys.) w ponad 3500 odgałęzień i filii w przeszło 60 krajach.

## Działalność w Polsce
W Polsce Stowarzyszenie Chrześcijańskiej Nauki pojawiło się w roku 1926. Wtedy też na łamach majowego numeru miesięcznika „The Christian Science Journal” pojawiła się wzmianka podająca nazwisko mieszkanki Łodzi praktykującej Chrześcijańską Naukę. Pierwsze Stowarzyszenia Chrześcijańskiej Nauki zarejestrowano w 1933 roku w Łodzi oraz w 1939 w Warszawie. Oba funkcjonowały do roku 1941.
Po zakończeniu II wojny światowej rozpoczęto w Warszawie reorganizację struktur Chrześcijańskiej Nauki. W latach 50. Stowarzyszenie oficjalnie zawiesiło działalność, a jego członkowie kontynuowali spotkania religijne urządzane jedynie w mieszkaniach prywatnych. Oficjalną działalność Stowarzyszenie ponownie zorganizowało po 1958 roku, posługując się nazwą Stowarzyszenie Wiedzy Chrystusowej. W 1962 roku przyjęto obecną nazwę.
Ostatnie dane liczbowe z 1996 roku podają 35 członków. Od tego czasu wyznanie nie podaje danych liczbowych. Zwierzchnikiem Stowarzyszenia Chrześcijańskiej Nauki w Polsce jest Lech Katrycz.